# Trachylinae
Sous-classe
Synonymes
- Automedusae Lameere, 1920[1]

Les Trachylinae ou Trachylina sont une sous-classe de cnidaires de la classe des Hydrozoa.

## Caractéristiques
Les Limnomedusae sont côtières ou estuariennes, voire présentes en eaux douces. Elles ont un stade polype très développé. Inversement, les Narcomedusae et Trachymedusae sont pélagiques, et ne passe pas par un stade benthique (mis à part quelques taxons temporairement parasitiques). 

## Liste des ordres
Selon World Register of Marine Species (7 septembre 2020) :
- ordre Actinulida Swedmark & Teissier, 1959
- ordre Limnomedusae Kramp, 1938
- ordre Narcomedusae Haeckel, 1879
- ordre Trachymedusae Haeckel, 1866

## Galerie

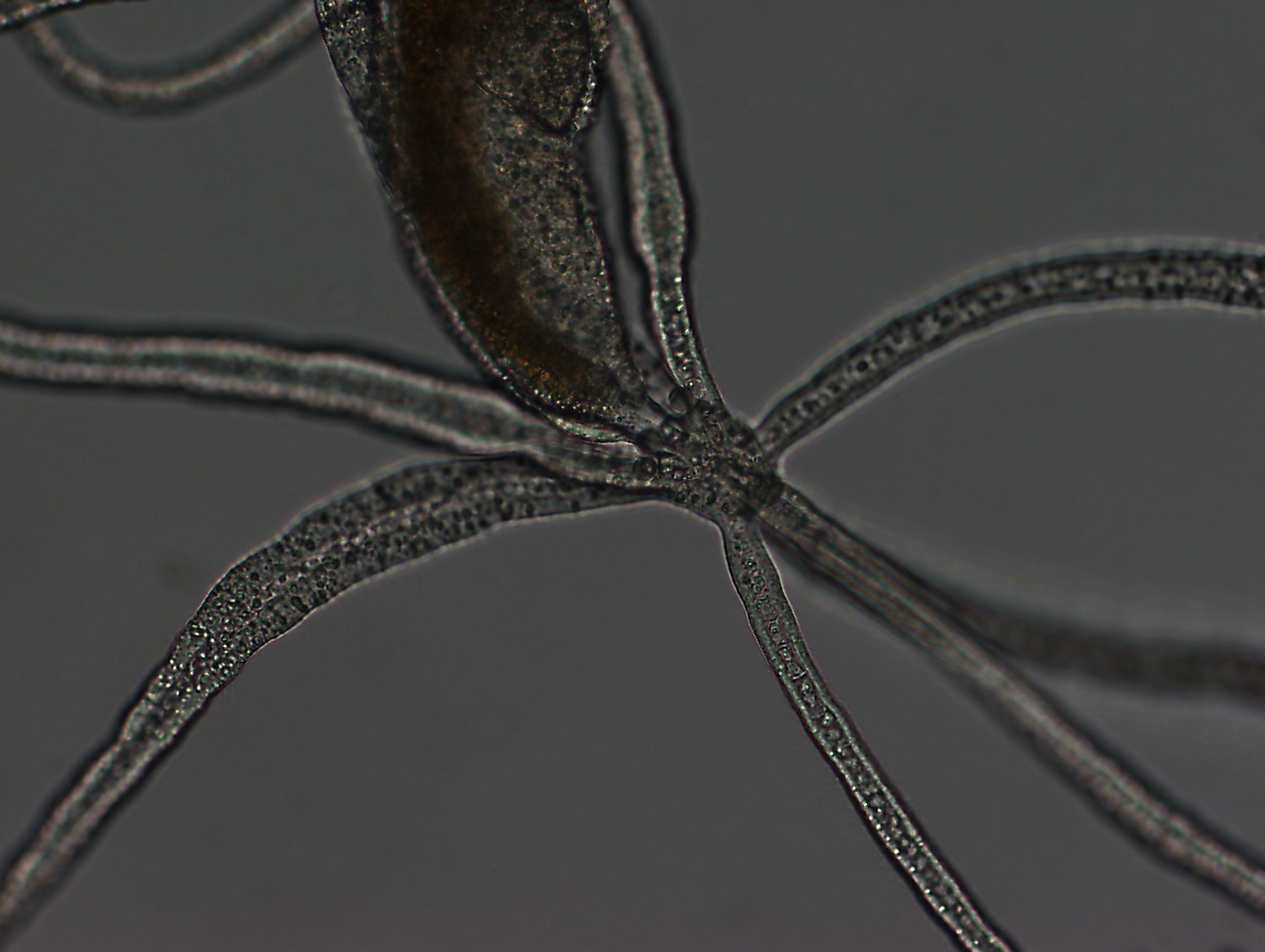
Halammohydra octopodides, une Actinulida.
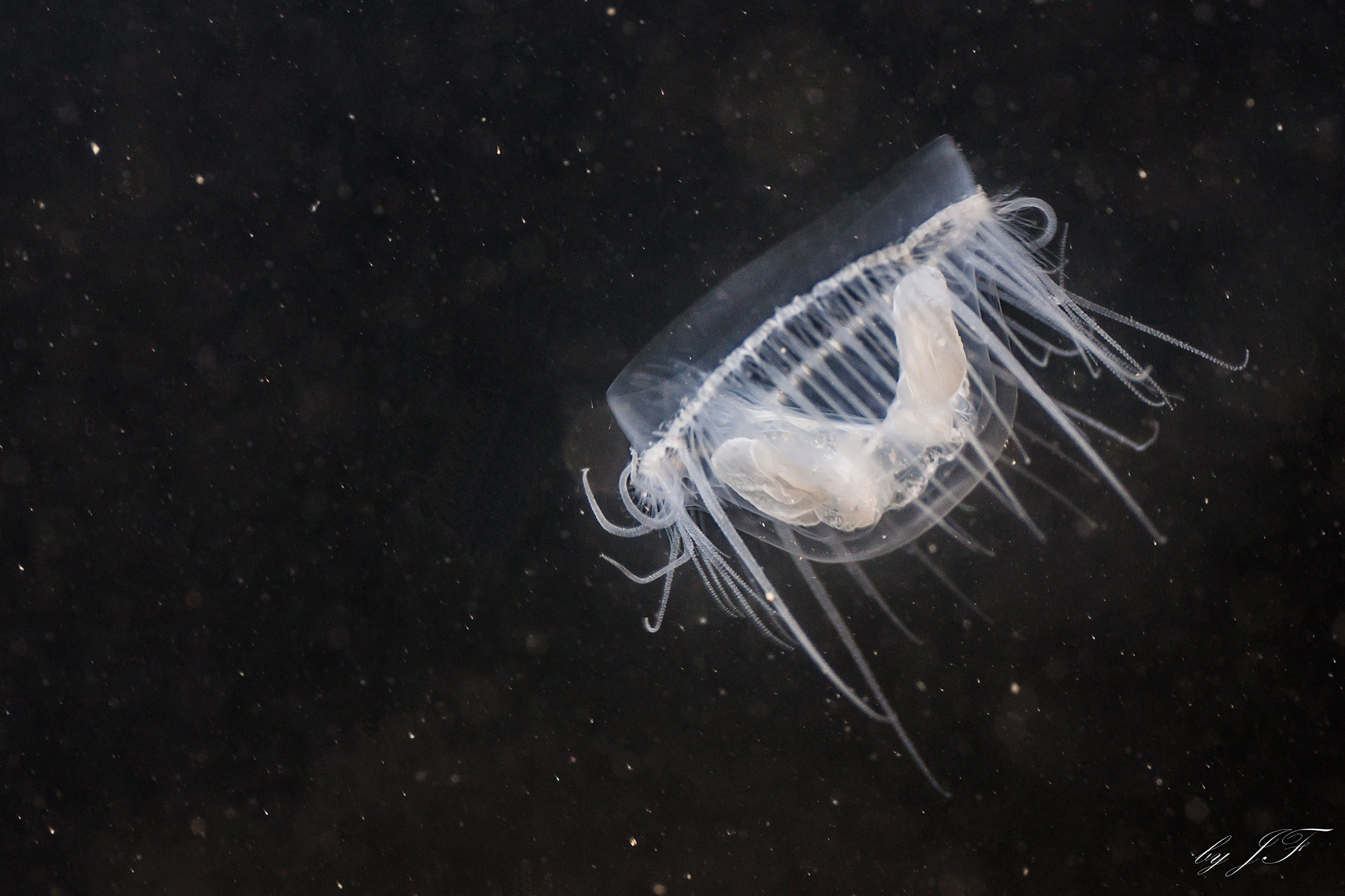
Craspedacusta sowerbii, une Limnomedusae.
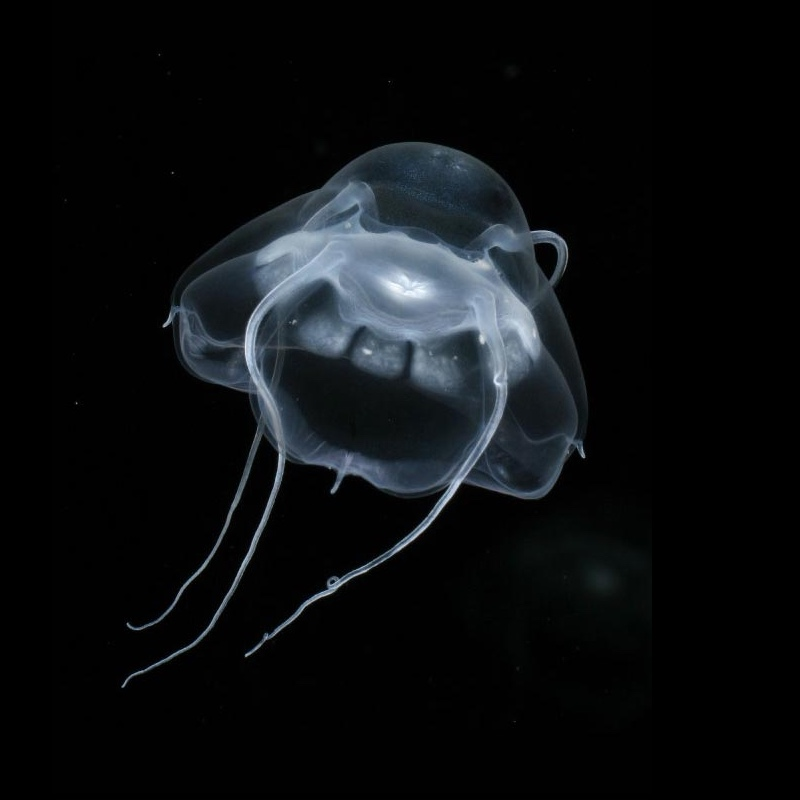
Bathykorus bouilloni, une Narcomedusae.
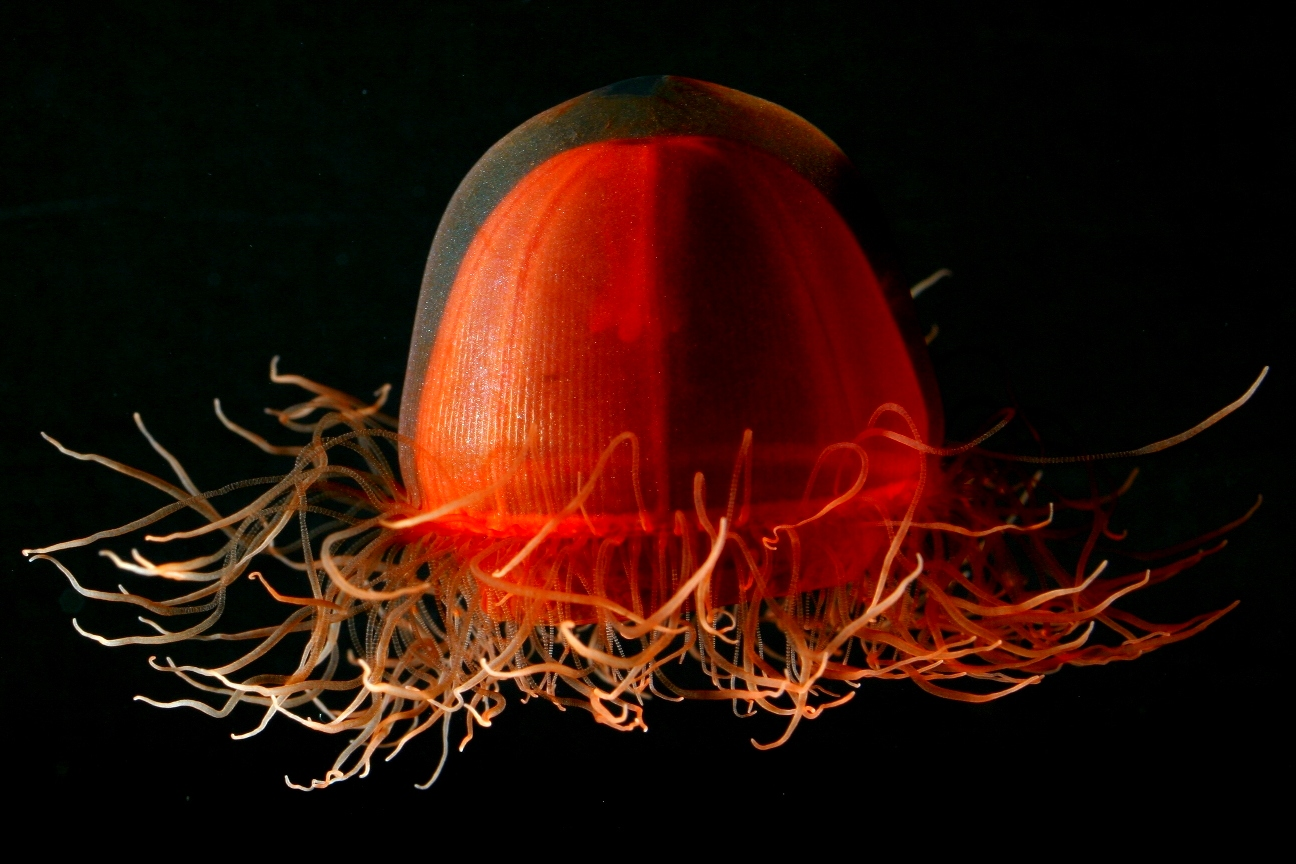
Crossota  sp., une Trachymedusae.

## Publication originale
- (de) Ernst Haeckel, « Das System der Medusen. Erster Teil einer Monographie der Medusen », Denkschriften der Medicinisch-Naturwissenschaftlichen Gesellschaft zu Jena, Iéna, Gustav Fischer Verlag, vol. 1,‎ 1879, p. 1-360 (ISSN 2944-4578, OCLC 49490209, lire en ligne).